# Флинт Хил (Мисури)
Флинт Хил (енгл. Flint Hill) град је у америчкој савезној држави Мисури.

## Демографија
По попису из 2010. године број становника је 525, што је 146 (38,5%) становника више него 2000. године.
| Група             | 2000.       | 2010.       |
| Белци             | 366 (96,6%) | 516 (98,3%) |
| Афроамериканци    | 2 (0,5%)    | 2 (0,4%)    |
| Азијати           | 1 (0,3%)    | 0 (0,0%)    |
| Хиспаноамериканци | 2 (0,5%)    | 5 (1,0%)    |
| Укупно            | 379         | 525         |